# Utilita
Utilita nebo též pomocný program (anglicky utility software) je typ počítačového programu, který na rozdíl od aplikačních programů neslouží k činnostem prováděným i bez počítačů, ale k usnadnění činností spojených s používáním počítače. Proto se obvykle řadí mezi ostatní systémové programy. Základní verze utilit mohou být dodávány s operačním systémem, pokročilejší bývají zpravidla dodávány jako samostatné balíky, často jinými dodavateli než samotný operační systém.
Příkladem může být správa operačního systému (jeho oprávněných uživatelů a jejich práv, nastavení vlastností apod.), nastavování skrytých vlastností aplikace a podobně.